# 드루킹의 인터넷상 불법 댓글 조작 사건과 관련된 진상규명을 위한 특별검사의 임명 등에 관한 법률
드루킹의 인터넷상 불법 댓글 조작 사건과 관련된 진상규명을 위한 특별검사의 임명 등에 관한 법률 또는 약칭 드루킹 특검법은 더불어민주당원 댓글 조작 사건에 대한 특별 검사 수사를 위한 대한민국의 법률이다. 2018년 5월 21일 국회 본회의에서 재석의원 249명 중 찬성 183, 반대 43, 기권 23표로 통과되었다. 본래 야당에서는 특검법 명칭에 본 사건과 관련된 '김경수', '민주당', '대통령 선거' 등의 단어를 포함시키려고 하였으나, 민주당 측의 강력한 반대로 빠지게 되었다.
제9조 1~3항에 근거하여, 특검의 활동 기간은 준비기간 20일과 수사기간 60일로 구성되며, 대통령의 승인을 받아 1회에 한해 수사기간을 30일 연장할 수 있다. 제2조에 근거하여, 수사 범위는 ① 드루킹 및 드루킹과 연관된 단체 회원 등이 저지른 불법 여론조작행위, ② ①번 사건의 수사과정에서 범죄혐의자로 밝혀진 관련자들에 의한 불법행위, ③ 드루킹의 불법자금과 관련된 행위, ④ ①~③까지의 의혹 등과 관련한 수사과정에서 인지된 관련 사건 4가지로 규정된다.
본 법안에 따르면, 야3당이 대한변호사협회의 특별검사 후보 추천을 받아 최종 후보로 2명을 선정하고, 문재인 대통령이 그 중 1명을 특별 검사로 임명하도록 되어 있다. 2018년 6월 7일 특별검사로 허익범 변호사가 임명되었다. 특별 검사는 6.13 지방선거 이후 수사팀을 꾸린 후, 해당 사건의 주요 혐의에 대한 수사에 착수하게 되었다.

## 타임라인

### 2018년 5월
- 21일, 국회 본회의에서 '드루킹 특검법'이 통과되었다.
- 29일, '드루킹 특검법'이 공포되어 효력을 발휘하였다.

### 2018년 6월
- 3일, 대한변호사협회는 특별검사로 검사 출신의 허익범(사법연수원 13기), 임정혁(연수원 16기), 오광수(연수원 18기), 김봉석(연수원 23기) 변호사 등 4명을 특검 후보로 추천했다.[4]
- 4일, 야당들(자유한국당, 바른미래당, 평화와 정의의 의원 모임)은 4명의 변협 추천 후보들 중 허익범, 임정혁 후보 2명을 문재인 대통령에게 추천했다. 자유한국당은 허익범 변호사를, 바른미래당과 민주평화당은 임정혁 변호사를 선호한 것으로 알려졌다. 공동교섭단체의 원내대표가 민주평화당 소속이었기 때문에 정의당은 특검 추천에 직접 참여하지 못했다.[5]
- 7일, 특별검사로 허익범 변호사가 임명되었다. 자유한국당, 바른미래당, 민주평화당은 진실 규명을 촉구한 반면, 더불어민주당은 뉴라이트 전력이 우려된다고 논평하였다.[6]
- 14일, 사건 연루 의혹을 받은 김경수가 7회 지방선거에서 경남도지사에 당선되었다.[7]
- 27일, 허익범 특별검사팀이 더불어민주당원 댓글 조작 사건에 대한 공식 수사를 개시하였다.[7]
- 28일, 특검이 드루킹 일당이 수감된 서울구치소와 인사 청탁 의혹에 연루된 도 모 변호사 · 윤 모 변호사의 자택 및 사무실을 압수수색 하였다.[8]
- 28일, 특검이 드루킹 김동원 씨를 소환조사 하였다.[7]

### 2018년 7월
- 1일, 특검이 드루킹의 공범 '서유기'를 소환조사 하였다.[7]
- 2일, 특검이 인사 청탁 의혹을 받은 도 모 변호사를 소환조사 하였다.[7]
- 5일, 특검이 네이버 · 다음 · 네이트 등 포털 3사를 압수수색 하였다.[9]
- 5일, 특검이 드루킹의 공범인 '솔본 아르타'를 소환조사 하였다.[7]
- 6일, 특검이 드루킹의 공범 '둘리' 우 모 씨 · 윤 모 변호사를 소환조사 하였다.[7]
- 10일, 특검이 드루킹 일당으로부터 불법자금을 수수한 의혹을 받은 노회찬 의원 부인의 전 운전 자원봉사자 장 씨를 소환조사 하였다.[10]
- 19일, 허익범 특검은 드루킹의 측근인 도 모 변호사에 대한 영장을 청구했으나, 법원은 영장 청구를 기각하였다. 특검 출범 이후 첫 영장이 기각되었기 때문에, 정치권을 조준했던 특검 수사도 일정상 차질이 불가피할 것이라는 관측이 제기되었다.[11]
- 20일, 허익범 특검은 2018년 2월 21일부터 경찰에 체포되기 전날인 3월 20일까지 아마존의 'AWS' 서버를 이용해 방대한 댓글조작을 벌인 사실을 파악했다면서 이 기간 2,196개 아이디를 동원, 5,533개 기사에 달린 댓글 22만 1729개에 총 1131만 116개의 공감·비공감을 기계적으로 클릭한 혐의가 있다고 밝혔다. 댓글 내용은 여러 가지지만 전반적으로 친정부적이라고 설명했다. 기존 범죄사실은 2018년 1월 17일∼18일 기사 500여개의 댓글 1만6천여개에 대해 184만여건의 공감·비공감을 클릭했다는 내용이다. 새로운 범죄 사실이 밝혀지면서, 특검은 서울중앙지법에 병합해서 재판할 것을 신청했다.[12]
- 23일, 드루킹으로부터 정치자금 수수 의혹을 받고 있던 노회찬 정의당 의원이 사망하면서, 특검은 애도를 표했다.[13] 허익범 특별검사는 기자회견에서 "이 나라 정치사에 큰 획을 그으셨고 또 이 나라 의정활동에 큰 페이지를 장식하신 분이 오늘 보도를 접하고 굉장히 안타까운 마음을 금할 수가 없다"면서 "저 개인적으로는 평소에 정치인으로 존경해 온 분"이라고 하였다. 그러면서 "수사에 대해서는 다음 기회에 말하겠다"고 하였다.[14] 특검팀은 이날 오후 노 원내대표 측에 불법 정치자금을 건네는 데 관여한 드루킹 최측근 도 모 변호사를 소환하려다 취소했다. 이에 노 원내대표와 관련한 수사를 잠정 중단했다는 해석이 나왔으나, 특검팀은 급작스러운 비보에 소환 일정을 잠시 미룬 것일 뿐이라고 설명했다. 다만, 노 원내대표의 유족에 대한 수사는 연기가 불가피하다고 판단한 것으로 전해졌으며, 노 원내대표에 대해 '공소권 없음' 처분이 내려질 것으로 예상되었다.[15]
- 24일, 특검은 노회찬 전 원내대표에게 '공소권 없음' 처분을 내렸다.[16]
- 25일, 특검은 정의당의 심상정 · 김종대 의원 조사를 검토하고 있다고 밝혔다. 드루킹 김모 씨가 2017년 5월 자신의 소셜미디어에 '문재인 정부를 길들이려 하는 심상정, 김종대, 노회찬 의원을 날리겠다'고 적은 것과 관련해 수사하려는 것이다. 그러자 정의당은 강하게 반발하면서, 특검이 피의사실이 아닌 허위사실을 유포하고 있다며 법적 대응 가능성을 시사했다. 이에 대해 특검은 사실관계 규명을 위해 필요하면 수사 협조를 구하겠다는 취지라고 했다.[17]
- 27일, 특검은 경공모 회원인 '초뽀' 김 모 씨와 '트렐로' 강 모 씨를 구속시켰다. 이들은 댓글조작 시스템 '킹크랩'을 개발·운용해 방대한 댓글조작을 벌인 혐의와 증거를 인멸한 혐의를 받는 것으로 알려졌다. 이는 특검 출범 이래 첫 구속이다.[18]
- 30일, 드루킹의 측근인 도 모 변호사와 김경수 경상남도지사의 의원 시절 보좌관인 한모 씨, 드루킹 인터넷 카페의 핵심 회원이자 구속 수감된 필명 '초뽀'와 '트렐로', '서유기' 등 5명이 조사를 받았다. 특검이 하루 만에 5명을 대거 조사하면서 김 지사에 대한 강제수사와 소환일정이 임박했다는 전망이 나왔다.[19] 한편 특검은 경남도청 집무실과 관사 등을 압수수색하려 했으나, 법원의 영장 기각으로 무산되었다.[20]
- 31일, 김경수 경남지사가 참고인에서 피의자 신분으로 전환되었다. 드루킹과 공모해 온라인 기사의 댓글ㆍ공감수를 조작한 혐의(컴퓨터 등 장애 업무방해)가 적용됐다.[20] 한편 특검팀은 김경수 경남지사가 드루킹에게 재벌개혁 공약 자문을 요청한 내용의 메신저 대화 내역을 확보했다.[21]

### 2018년 8월
- 2일, 특검은 김경수 경남도지사의 집무실과 관사를 압수수색하였다. 검사와 수사관을 경남 창원으로 보내 김 지사 집무실과 관사에서 하드디스크 등 디지털 자료와 각종 서류 등을 확보하였다.[22] 김 지사에게는 드루킹과 불법 댓글조작을 공모한 혐의(업무방해)와 함께 제7회 지방선거와 관련한 공직선거법 위반 혐의도 적용된 것으로 알려졌다.[23] 공직선거법 위반으로 징역 또는 100만 원 이상의 형이 선고되는 경우, 공직선거법 제264조에 따라 당선무효 처리된다.
- 6일, 김경수 경남도지사가 피의자 신분으로 특검에 출석했다.[24] 특검 사무실 건물 9층에 있는 영상녹화실에서 김 지사의 동의하에 영상을 녹화하였다. 김 지사는 조사에 앞서 "특검도 정치적 공방이나 갈등을 확산시키는 정치 특검이 아니라 이 사건의 실체적 진실을 밝히는 진실 특검이 되어 주시기를 바란다"고 하였다.[25] 이날 여야는 특검의 연장을 놓고 공방을 벌였다. 자유한국당 · 바른미래당 · 민주평화당은 특검의 조사 기한 연장을 주장했고, 더불어민주당은 "교묘한 언론플레이와 망신주기, 확인되지 않은 피의사실 공개"를 한다며 반발했다.[26]
- 8일, 드루킹의 측근인 도 모 변호사에 대한 구속영장이 재기각되었다.[27]
- 9일~10일, 특검은 김경수 경남지사를 2차 소환하였다. 김 지사는 9일 오전 9시 25분 출석해 오후 10시까지 조사를 받은 후, 오후 10시 30분부터 10일 오전 2시까지 드루킹과 대질신문을 했다. 이후 10일 오전 5시 20분에 조사를 마치고 특검 건물에서 나왔다.[28]
- 12일, 특검은 김경수 경남도지사에게 드루킹을 소개한 송인배 청와대 정무비서관을 참고인 신분으로 소환했다. 특검은 송 비서관을 상대로 드루킹을 김 지사에게 소개해준 경위와 드루킹이 청와대 등 여권에 영향력을 행사했는지 등을 조사했다.[29]
- 15일, 특검은 백원우 청와대 민정비서관을 소환해 조사하였다. 드루킹은 당시 국회의원이었던 김 지사의 보좌관 한 모 씨에게 500만원을 건넨 사실을 거론하며 도 변호사를 오사카 총영사에 임명해 달라고 요구했고, 김경수 당시 의원은 백원우 비서관에게 "드루킹으로부터 반(半)협박을 받고 있다"는 취지의 도움 요청을 했다. 이후 백 비서관은 드루킹이 3월 21일 오전 9시 경찰에 체포된 지 1시간 만에 도 변호사에게 전화해 만남을 제안하고 실제로 28일 청와대에서 면담해, 사정기관을 총괄하는 백 비서관에 대한 권한 남용 의혹이 제기되었다.[30] 이날 특검은 김경수 경남도지사에 대해 구속영장을 청구했다. 김경수 지사에게는 드루킹 일당과 공모해 포털사이트 댓글을 조작한 혐의가 적용되었다.[31][32]
- 18일, 김경수 경남도지사에 대한 구속영장이 기각되었다. 서울중앙지법 박범석 판사는 "공모 관계의 성립 여부 및 범행 가담 정도에 관해 다툼의 여지가 있는 점, 증거 인멸의 가능성에 대한 소명이 부족한 점, 피의자의 주거·직업 등"을 이유로 특검의 구속영장 청구를 기각했다.[33] 이에 따라 특검은 김경수 지사를 불구속 기소하기로 결정했고, 남은 7일의 기간 동안 대통령과 국회에 제출할 사건처리 보고서 작성에 돌입하기로 하였다.[34] 더불어민주당은 "정치특검, 편파특검임을 입증한 것"이라며 "특검 연장은 더 이상 명분을 갖출 수 없게 됐다"고 특검을 비판하는 논평을 내놓았고, 자유한국당은 "수차례 들통난 김 지사의 거짓말과 특검이 확보한 구체적인 증거, 관련자들의 일관된 진술마저 무시"했다며 "살아있는 권력의 압력과 겁박에 법원이 굴복"했다고 법원을 비판하는 논평을 하였다. 바른미래당은 "법원의 영장기각은 기각일 뿐이다"라는 논평을 하였다.[35]
- 22일, 허익범 특별검사팀은 수사 기간 연장을 신청하지 않기로 하였다. 1999년 이래 13번의 특검 중 스스로 기간연장을 포기한 사례는 이번이 처음으로, 매우 이례적인 일로 평가된다. 특검팀은 현재까지 확보된 증거만으로도 김 지사의 혐의 입증에 충분하다고 판단해 연장을 포기했다. 또한 노회찬 의원의 사망과 김경수 경남도지사의 구속영장 기각, 여당의 공세 또한 연장 포기에 영향을 미쳤다는 평가가 나온다.[36] 이날 더불어민주당은 역대 최악의 '정치특검'이었다며 "김경수 경남지사와 청와대를 흠집 내는데 혈안이 됐던 것에 반성하라"고 하였다. 반면 자유한국당은 "민주주의와 법치주의를 파괴하면서까지 김경수 지사를 비호하고 드루킹 사건을 축소시킨 민주당과 권력자들에겐 권력갑질 집단이란 불명예만이 국민과 역사 앞에 남겨지게 됐다"고 정부여당을 비판했고, 바른미래당은 "증거은폐의 냄새를 풀풀 피웠던 정부 여당으로선 즐거워할지 모르는 일이나, 진실의 부메랑으로 되돌아올 것"이라고 경고했다.[37]
- 24일, 특검은 경공모 회원 10명을 기소했다. 구체적으로는 구속된 경공모 회원 6명(드루킹, '둘리' 우모씨, '솔본아르타' 양모씨, '서유기' 박모씨, '초뽀' 김모씨, '트렐로' 강모씨)과 불구속된 회원 3명('아보카' 도모 변호사, '파로스' 김모씨, '성원' 김모씨) 등 총 9명을 댓글조작에 가담한 혐의(컴퓨터 등 장애 업무방해)로 기소했다. 또한 9명 중 드루킹, 도 변호사, 파로스 등 3명과 '삶의축제' 윤모 변호사 등 총 4명을 정치자금법 위반 혐의로 기소했다.[38] 또한 김경수 경남도지사와 그의 국회의원 시절 보좌관인 한모씨 역시 불구속 기소하였다. 김경수 경남지사에게는 포털 댓글 추천수 조작을 공모한 혐의(업무방해)가 적용되었고, 지방선거를 앞두고 댓글 작업의 대가로 드루킹에게 오사카 총영사직을 제공하려 했다는 선거법 위반 혐의(이익 제공의 의사표시) 또한 적용되었다. 보좌관 한모씨에게는 드루킹으로부터 인사청탁 관련 편의를 봐달라는 청탁과 함께 500만원을 받은 뇌물수수 혐의가 적용되었다.[39]
- 25일, 특검의 수사 기간이 종료되었다.
- 27일, 허익범 특별검사는 수사결과를 발표하였다. 허 검사는 "정치권에서 수사에 대해 지나치게 편향적인 비난이 계속된 점은 심히 유감스럽다"는 의견을 표명했다.[40]

### 2018년 12월
- 26일, 특검은 서울중앙지방법원 형사합의32부에서 열린 1심의 결심공판에서 '드루킹' 김동원 씨에게 징역 7년을 구형했다. 김 씨는 댓글 조작 업무방해, 정치자금법 위반, 뇌물공여 등의 혐의로 기소되었다. 함께 재판에 넘겨진 드루킹 일당 '솔본아르타' 양모씨와 '둘리' 우모씨에게는 각각 징역 2년 6개월, 오사카 총영사로 추천받았던 도두형 변호사에게는 징역 3년 6개월을 선고해달라고 요청했다.[41]
- 28일, 특검은 김경수 지사의 결심 공판에서 징역 5년을 구형했다. 특검팀이 파악한 드루킹 일당의 댓글 조작 규모는 2016년 12월∼2018년 3월, 총 9971만여 건이며, 140여만 개의 댓글에 공감·비공감을 부정 클릭한 횟수다. 특검팀은 이 중 8800여만건의 부정 클릭에 김 지사가 공모했다고 보고 있다. 또한 김 지사는 공직선거법 위반 혐의도 있다. 2017년 말 오사카 총영사 자리를 놓고 인사 청탁을 하는 드루킹에게 센다이 총영사직을 제안한 것으로 조사됐다.[42]

### 2019년 1월
- 4일, 서울중앙지방법원 형사합의32부(재판장 성창호)는 김경수 경남지사의 보좌관 출신 한 모 씨에게 징역 6월에 집행유예 1년 및 벌금 1000만원을 선고하고 추징금 500만원을 명령했다. 한씨는 드루킹 측으로부터 인사 청탁 등 편의 대가로 2017년 9월 500만원을 받은 혐의를 받고 있었다.[43]
- 30일, 서울중앙지방법원 성창호 부장판사는 '드루킹' 김동원 씨에게 댓글 조작, 뇌물공여 등의 혐의에 대해서는 징역 3년 6개월의 실형을, 정치자금법 위반 혐의에 대해서는 징역 6개월에 집행유예 1년을 선고했다. 함께 기소된 도두형 변호사 등 일당 9명에겐 집행유예∼징역 1년 6개월의 실형을 선고했다.[44] 또한 서울중앙지법은 김경수가 드루킹 일당의 댓글 조작에 가담하였다고 판단해,[45] 김경수에게 댓글조작 혐의에 대해선 징역 2년의 실형을, 공직선거법 위반 혐의에 대해선 징역 10월에 집행유예 2년을 선고하였으며, 법정구속 결정을 내렸다. 상급심에서 형이 유지·확정될 경우, 김 지사는 도지사직을 상실하게 된다.[46] 김경수 도지사의 구속에 따라 직무정지 상태가 되었으며, 박성호 경상남도 행정부지사가 경상남도지사 권한대행을 맡게 되었다.[47]

## 여론조사
- 4월 20일에 실시한 리얼미터 여론조사 결과, 응답자 500명 중 '특검까지 도입할 사안은 아니며 검찰수사로 충분하다’는 응답이 52.4%, '검찰수사로는 부족하며 특검을 도입해야 한다'는 응답이 38.1%였다.[48] 반면 4월 24~26일에 실시한 한국갤럽 여론조사 결과, 응답자 1005명 중 특검 도입 찬성 응답은 55%, 반대 응답은 26%였고, 19%는 의견을 유보했다.[49]
- 8월 17일에 실시한 리얼미터 여론조사 결과, 응답자 502명 중 드루킹 특검의 수사기간 연장에 찬성하는 찬성하는 응답은 45.5%, 반대 의견은 41.3%로 집계됐다. 세대별로는 20대(찬성 57.6%, 반대 22%), 50대(찬성 52.2%, 반대 37.8%), 60대 이상(찬성 46.4%, 반대 33.7%)에서는 찬성 여론이 높았고, 40대(찬성 36.3%, 반대 57.6%)와 30대(찬성 34.5%, 반대 57.2%)에서는 반대 여론이 우세했다. 지지 정당별로는 자유한국당과 바른미래당 지지층에서 찬성이 각각 81.8%, 69.2%로 높았고, 무당층도 59.7%가 찬성 입장을 나타냈다. 반면 더불어민주당과 정의당 지지층은 반대 입장이 각각 60.8%, 66.6%로 우세했다.[50]

## 트루크립트 암호화 해제
드루킹 특검에서 트루크립트로 암호화된 파일들에 대한 암호화 해제를 시도하여 일부를 해독하였다.
트루크립트는 파일이 보이지 않아 은닉된 파일이 존재하는지도 알 수 없다는 얘기는 hidden volume을 의미하는 것으로 보인다. 드루킹 일당이 사용할 가능성이 높은 단어를 대입하는 방식으로 일부 파일의 암호를 풀었다고 하는데 사전 공격 방식을 사용한 것으로 보인다. 사전 공격은 미리 만들어진 목록에 의한 공격만 해당하며 비밀구절(passphrase)에 특정인이 넣을만한 단어들을 추측해서 집어넣는 것은 사전 공격의 범주에 들어가지 않는다는 주장도 있다.
트루크립트로 암호화된 일부 파일들의 암호화가 해제되면서 드루킹 일당들이 진술을 하기 시작했다고 한다.

## 같이 보기
- 더불어민주당원 댓글 조작 사건
- 허익범
- 박상융
- 트루크립트
- 사전 공격